# 1975 en mathématiques
| Années des mathématiques : 1972 - 1973 - 1974 - 1975 - 1976 - 1977 - 1978    |
| Décennies des mathématiques : 1940 - 1950 - 1960 - 1970 - 1980 - 1990 - 2000 |

Cet article présente les faits marquants de l'année 1975 en mathématiques.

## Naissances
- 7 mai : Assaf Naor, mathématicien et informaticien théoricien tchéco-israélien.
- 19 juin : Laurent Fargues, mathématicien français.
- 25 juin : Alexeï Borodine, mathématicien russe.
- 8 juillet : Francis Filbet, mathématicien français.
- 17 juillet : Terence Tao, mathématicien australien, médaille Fields en 2006.
- 18 juillet : Pierre Raphaël, mathématicien français.
- 4 août : Laure Saint-Raymond, mathématicienne française.
- 8 octobre : Marianna Csörnyei, mathématicienne hongroise.
- 14 novembre : Martin Hairer, mathématicien autrichien, médaille Fields en 2014.
- 19 décembre : Nicolas Bergeron, mathématicien français.

- Eike Kiltz, mathématicien et cryptologue allemand.
- André Neves, mathématicien portugais.
- Sylvia Serfaty, mathématicienne française.

## Décès
- 9 janvier : Piotr Novikov (né en 1901), mathématicien russe.
- 22 janvier : Paul Montel (né en 1876), mathématicien français.
- 22 février : Oskar Perron (né en 1880), mathématicien allemand.
- 21 avril : Lucien Godeaux (né en 1887), mathématicien belge.
- 28 avril : Hans Heilbronn (né en 1908), mathématicien allemand.
- 29 avril : Joseph Langley Burchnall (né en 1892), mathématicien britannique.
- 7 mai : Hermann Künneth (né en 1892), mathématicien allemand.
- 30 juin : Miron Nicolescu (né en 1903), mathématicien roumain.
- 7 juillet : William Vallance Douglas Hodge (né en 1903), mathématicien écossais.
- 9 juillet : Robert König (né en 1885), mathématicien autrichien.
- 17 août : Sergueï Fomine (né en 1917), mathématicien russe-soviétique.
- 22 août : Andrzej Mostowski (né en 1913), mathematicien polonais.
- 31 août : Eugène Yakovlevitch Remez (né en 1896), mathématicien soviétique.
- 16 septembre : Johannes van der Corput (né en 1890), mathématicien néerlandais.
- 22 septembre : Enrico Bompiani (né en 1889), mathématicien italien.
- 25 septembre : Yehoshua Bar-Hillel (né en 1915), philosophe, linguiste et mathématicien israélien.
- 10 octobre : Norman Levinson (né en 1912), mathématicien américain.
- 29 octobre : Tiberiu Popoviciu (né en 1906), mathématicien roumain.
- 4 décembre : Josep Maria Casas i de Muller (né en 1890), mathématicien espagnol.
- 17 décembre : Ferdinand Gonseth (né en 1890), philosophe et mathématicien suisse.
- 31 décembre : Georges Cuisenaire (né en 1891), pédagogue belge en mathématiques.